# Иван Максимовић (гитариста)
Иван Ивица Максимовић (12. август 1962) je био српски, југословенски, европски и светски гитариста, композитор, текстописац и глумац који је кроз свој музички израз имплементирао више различитих (чак често и несродних) музичких праваца. Захваљујући свом таленту и неуморним вежбама,остао је запамћен као најбољи гитариста Светозарева/Јагодине свих времена и готово свих стилова свирања који се тичу жичаних инструмената.

## Биографија
Рођен је у Светозареву 12. августа 1962. године. Почетком 1968. године, породица се сели за Бања Луку где Ивица уписује први разред основне школе у јесен 1969. године. Већ 27. октобра исте године, катастрофални земљотрес погађа овај град, што је за тадашњег седмогодишњег дечака оставило неизбрисив траг у његовом памћењу. Из тог разлога, породица се одмах сели накратко за Сарајево, а већ у јуну 1970. године враћа поново за Светозарево.
Ивица у свом родном граду уписује други разред Основне школе Бошко Ђуричић  1. септембра 1970.  године када игром случаја буде смештен у клупу са својим презимењаком и будућим венчаним кумом Зораном Максимовићем. У то време, Ивица почиње са учењем свирања гитаре као ученик свог шест година старијег брата Петра Пере Максимовића (Светозарево, 29.05.1956. - Јагодина, 19.06.2014), обзиром на чињеницу да је њихова мајка Нада Максимовић прва препознала таленат за музику код обојице синова.
Период активног учења и савладавања технике свирања гитаре траје до 1974. године, када упознаје Сашу Крстића (рођен 3. јануара 1961. године у Светозареву) клавијатуристу и комшију из исте зграде са којим почиње заједно да компонује и да вежба. Период од 1971. до 1974. године за обојицу музичара представља период овладавања технике свирања на тековинама Рок бендова тога доба (Deep Purple, Led Zeppelin, Uriah Heep, Black Sabbath, Pink Floyd и др.).
У јесен 1976. године, ова два музичара упознају и бубњара Здравка Лалића (еx Kašika Ljubavi i Lyra) (рођен 4. марта 1960. год. у Светозареву) који се тада вратио из Краљева за Светозарево где је уписао средњу школу. Од тог тренутка ова тројица почињу и са формирањем својих првих Рок бендова у Светозареву. За све време похађања средње школе сва тројица паралелно упорно компонују материјале за снимање у Радио Светозареву. Први заједнички бенд кога су заједно формирали звао се T.N.T. пред крај 1976. године.
У јесен 1977. године, Ивица уписује Средњу саобраћајну школу у Ћуприји.
Ивица, паралелно са школом свира и компонује кроз саставе Opsesia i Cobra (такође са Сашом и Здравком). Састав Opsesia (иако је кратко трајао) снимио је своју ауторску нумеру у Радио Светозареву са истим називом песме као што је и сам бенд носио назив у јесен 1978. године.
Обзиром на свој непресушни таленат, неуморне, вишесатне и свакодневне вежбе, Ивица је већ почетком 1979. године чак престигао у музичком изразу и гитарошку легенду Светозарева чувеног Јовицу Цветковића Јоцу Kенца (Светозарево, 15.02.1948. - Јагодина, 03.09.2005) (еx Četvrtasti Klikeri, Ptice Rugalice, Rugalice, Intro, Spiders, Svetlost Ponoćne Lampe, Ponoćne Lampe, Senke, Albatros i Clan).
У пролеће 1979. године, Ивица формира и бенд Daf са другим музичарима у коме свира до јесени исте године када поново са Сашом и Здравком формира Симфо/Џез/Рок бенд Вест (видети опширније под Вест - званична Википедија). Сви напред поменути бендови нису имали сталне басисте, нити певаче, па су се они често смењивали све до априла 1980. године, када у Wест (као стални басиста) долази Петар Пера Максимовић по доласку са одслужења Војног рока.
У јуну 1981. године, Ивица завршава Средњу саобраћајну школу у Ћуприји.
У септембру 1981. године на место певача (5. по реду) у групу Вест долази Бранко Савић из Параћина (рођен 31. јануара 1959. год. у Ћуприји) (еx Паракинова Деца и Месечева Потковица), а убрзо по том чину, бенд мења и свој назив у Метро (видети опширније под Метро - званична Википедија), као и свој музички израз са Симфо/Џез/Рокa у Хард Рок. У Метроу Ивица (као и сам бенд) стиче и ширу југословенску популарност пошто је наступао на више фестивала и великих концерата веома битних за развој Рокенролa са подручја ексЈУ тога доба (такође видети опширније под Метро - званична Википедија). Са овим бендом, Ивица и снима ЛП првенац Чупаве Главе у првој половини јуна 1982. године (за само 48 сати!), који излази у продају тек 5. априла 1983. године у издању ПГП РТБ под серијским бројем 2121204 у свом првом тиражу од 3.000 примерака.
Крајем априла 1983. године (заједно са својим братом Петром Пером Максимовићем) (из субјективних и објективних разлога) невољно напушта бенд Метро и наставља са братом Петром бављење музиком у прво време по хотелима, а у јуну исте године обојица постају стални чланови забављачког ансамбла Љуте Папричице & Драгана Видосављевић.
У августу исте године са Владимиром Кузмановићем Кузмом (еx Делта 9) (рођен 04.04.1963. год. у Светозареву) на басу/вокалу, Зораном Марјановићем Чедом (еx: Тач, Клан, Хидраулик и Делта 9) (рођен 17.09.1957. године у Светозареву) на бубњевима и Предрагом Пецом Саздановићем (рођен 07.12.1960. год. у Параћину) на клавијатурама (у то време званичним клавијатуристом групе Метро) оснива ауторски Хард Рок бенд Црвенкапа који је трајао само месец дана. Са овим бендом, Ивица ради и снимке са две ауторске нумере у Радио Светозареву.
По распаду овог бенда, Ивица се враћа у свој матични састав Љуте Папричице & Драгана Видосављевић када се овом ансамблу у септембру месецу придружује и Здравко Лалић (по одслужењу Војног рока) (сменивши Зорана Марјановића Чеду), тако да је овај састав био матични за сву тројицу бивших чланова групе Метро све до почетка ратних збивања са простора екс ЈУ - до средине 1991. године. 
После овог периода, Ивица углавном наступа по иностранству највише у земљама западне Европе са многим музичарима који су пореклом са подручја екс ЈУ желећи да у новим околностима презентују национални етнос кроз музику народа са наших простора.
По завршетку ратних дејстава са подручја екс ЈУ (после потписивања Споразума у Дејтону 21. новембра 1995. године), Ивица паралелно компонује за многе музичаре са простора екс ЈУ без обзира да ли се радило о месту боравишта у Србији или у иностранству што је само по себи за њега представљало један веома тежак и убитачан темпо рада. Списак музичара са којима је Ивица сарађивао (често чак и паралелно са различитим саставима) у периоду од 1983. до 2004. је подугачак, те ћемо поменути само неке од њих: Љубиша Стојановић Луис, Митар Мирић, Мирослав Илић, Вера Матовић, Зорица Брунцлик, Ана Бекута, Лепа Брена & Слатки Грех, Шабан Шаулић, Јашар Ахмедовски, Мерима Његомир, Маринко Роквић и др.
Од јесени 2003. године, Ивица (заједно са Зораном Чедом Марјановићем) приступа вишечланом бенду Емир Kустурица & Но смокинг оркестра (који од тада постаје његов матични бенд све до почетка 2019. године) са којим је кроз наступе обишао пола Планете.
На пољу глуме, Ивица је забележен у филмовима Живот је чудо (2004), Завет (2007)
У јануару 2010. год. је са групом Метро снимио нумеру Она је као звер.
Почетком новембра 2010. године, Ивица учествује у компоновању Панк опере  Дом за вешање.
Преминуо је у Јагодини 7. новембра 2019. год. у 9.30 часова, после дуже и тешке болести.
Ивица је за све своје време активног бављења музиком (од 1974. до почетка 2019. године) оставио неизбрисив траг по питању свог уникатног извођења ауторских и прерађених туђих нумера (на његов особен начин), те је тиме и стекао јединствен епитет у музици са ових простора: Balkan Crumple Guitar, као и чињеницу да је за период од 1979. године па све до његове смрти 2019. године  пуне четири деценије носио еполету најбољег гитаристе Јагодине (без обзира о ком музичком правцу се радило).

## Инструменти
- '66. Melodija Hollow Body Jazz Guitar Archtop
- '69. Ei Melodija radio
- '75. Maya Stratocaster Guitar
- '75. HB Les Paul Custom ''Black Beauty'' Guitar
- '78. Gibson B 45 12th. String Acoustic Guitar
- '78. Gibson Les Paul Custom Bordeaux  Guitar
- '76. Marshall JMP 1959 Supe r Lead 100 W Guitar Head Amp
- / Marshall / Celestion Guitar Box 4 x 12 ''
- '69. Marshall Super Bass Amp
- '80. Peavey Renown 400 200 w 2 x 12 ’’ Combo Amp
- '78. Acoustic Combo 114 50 w 2 x 10 ’’ Amp
- '71. Fender Stratocaster ''F'' Series Guitar
- '74. Fender Stratocaster ''F'' Series guitar
- '78. Fender Stratocaster ''S 8'' Series Guitar
- '81. Fender Stratocaster ''S 9'' Series Guitar
- '72. Gibson Les Paul Custom ''White Beauty''
- '81. Kramer Pacer Imperial Guitar
- ’83. Bouzouki Shargia
- ’82. Rocktron Multiplex Guitar Multi Effects Rackmount
- ’86. Hohner / Di 'Marzio Pickups Guitar
- '87. Ibanez JEM ''Steve Vai'' Signature Guitar
- ’88. Ibanez ’’Joe Satriani’’ Signature Guitar
- ’02. Boss ME 33 Guitar Processor
- '04. Vox Valvetronix Tone Lab S.E. Guitar Processor
- ’88. Paul Reed Smith ’’Steve Lukather’’ Signature Guitar
- ’11. Gibson Les Paul Custom ''Black Beauty'' China Guitar
- ’96. Fender Hot Rod De Luxe 40 w 1 x 12’’ Amp.
- '97. Fender Stratocaster ’’Tex Mex’’ ’’Jimmie Vaughan’’ Signature Guitar

## Музички узори
- Светислав Васиљевић Цакија
- Јовица Цветковић Јоца Kенац
- Jimmy Page
- Al Di Meola
- Ritchie Blackmore
- Радомир Михаиловић Точак
- Michael Schenker
- Steve Lukather
- Joe Satriani